# Fageibiantes bispina
Fageibiantes bispina is een hooiwagen uit de familie Biantidae.